# I Can (песня Nas)
«I Can» (с англ. — «Я могу») — песня американского рэпера Nas с шестого студийного альбома God's Son (2003). Сингл с этой песней является самым популярным синглом Nas.
Сингл был выпущен в США 24 марта 2003 года в формате CD. Помимо ремиксов «I Can» в сингл также вошла песня «If I Ruled The World (Imagine That)». Позднее также были опубликованы синглы на виниловых пластинках и в формате EP.
В песне «I Can» содержаться семплы из «К Элизе» Людвига ван Бетховена и композиции «Impeach the President» группы «The Honey Drippers». В припеве был использован детский хор, под руководством рэп-певицы Анджелы Хант, которая также исполнила партию бэк-вокала.

## Критика
Критики отметили трек «I Can» как одну из самых позитивных и вдохновляющих композиций.
В тексте песни содержится фактическая ошибка: вместо Наполеона использовано имя Александра Великого. В 2010 году Nas в интервью Vibe признал это и отметил, что никогда не был перфекционистом.

## Видеоклип
Видеоклип на песню «I Can» был снят режиссёром Крисом Робинсоном в феврале 2003 года. В клипе Nas изображен поющим на улицах Лос-Анджелеса в окружении детей. В съемках клипа приняли участие американский актёр Джордж Гор II, известный своей ролью в телесериала «Моя жена и дети», а также дети из художественных школ Лос-Анджелеса, танцоры с улиц Санта-Моники, и обычные школьники.
Крис Робинсон сказал: «Мы хотели показать людей, у которых было страстное увлечение и которые стали тем, кем хотели стать. На Nas футболка с надписью „Я — американская мечта“. Думаю, эта надпись отражает весь смысл. Вы можете стать кем захотите».
Клип был номинирован на премию MTV Video Music Awards в категории «Лучшее рэп-видео» 2003 года.
В 2004 году клип вошёл в состав DVD-сборника клипов «Nas: Video Anthology Vol. 1».

## Позиция в чартах
Сингл «I Can» занял 58 место в списке лучших синглов США 2003 года по версии журнала Billboard.